# Boldine
La boldine est le principal alcaloïde que contient la feuille de l'arbuste boldo.
Elle se présente sous la forme d'une poudre blanche légèrement jaunâtre, de saveur amère, très peu soluble dans l'eau, mais facilement soluble dans l'éthanol et l'éther diéthylique.
La boldine a la propriété de masquer l'odeur de la cocaïne et fut utilisée à cet effet par les trafiquants.

## Propriétés pharmacologiques
Cet alcaloïde est cholagogue et cholérétique (stimule la sécrétion et l'évacuation de la  bile, et favorise donc la digestion). La boldine aide aussi à traiter les calculs biliaires. Ses propriétés sont utilisées depuis longtemps dans plusieurs médicaments pour la digestion comme Oxyboldine ou Maalox-Digestion-Difficile.

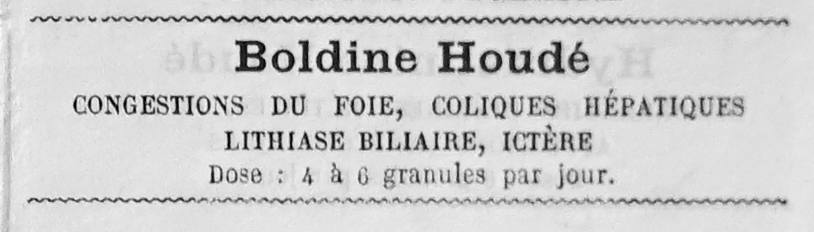
Exemple de publicité pour la Boldine, entre deux guerres.

La boldine est hépatoprotectrice (protection contre les affections du foie et de la vésicule biliaire).